# Lista dos povos indígenas que utilizam ayahuasca
A identificação dos povos indígenas amazônicos que utilizam  ayahuasca não é uma tarefa simples. Há variantes linguísticas e étnicas em uma mesma região ou mesma etnia, às vezes, dispersa entre várias regiões e países do entorno da Amazônia. Além isso,  com o nome de 'ayahuasca' podem ser denominadas diferentes composições de bebida e modos de preparar, como a própria literatura já assinala.
Apesar de consagrado o uso da Banisteriopsis caapi em associação com Psychotria viridis, ainda persiste o entendimento de que basta a presença da referida Malpighiaceae para que o composto seja designado como Ayahuasca.
Essa é uma relação ainda provisória construída a partir da proposição do  Handbook of South American Indians editado por Julian H. Steward  traduzido seletivamente  e publicado no Brasil por Ribeiro . O capítulo sobre estimulantes e narcóticos escrito por John M. Cooper apresentado neste livro  refere-se a listas elaboradas por Spruce, 1908; Reiburg 1921 ; Tessmann, 1930  e Pardal, 1937.  

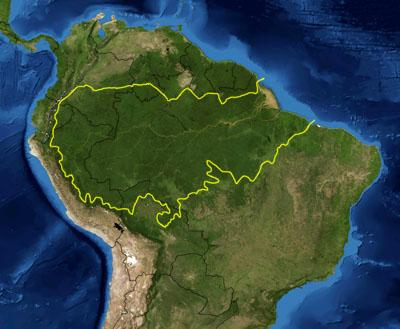
Amazônia. Imagens: NASA

Utilizou-se ainda as referências de Taussig, 1993  e Bolsanello, 1995  e  o trabalho de Pedro Luz, que realizou  estudo comparativo dos complexos ritual e simbólico associados ao preparo e consumo do Banisteriopsis caapi e de suas plantas aditivas em tribos de língua Pano, Aruak, Tukano e Maku. Mais recentemente (2022) vem sendo incorporadas à esta relação as etnias identificadas por Daiara Tukano inclusive com pesquisa oral em conversas com parentes indígenas em cerimônias, encontros de xamãs e encontros do movimento indígena no Brasil. 
Uma sinonímia e classificação dos grupos por família linguística e área cultural deve ser realizada, nas ligações internas para as referidas etnias. Essa é uma pretensão desta proposição da Wikipédia inclusive incorporando a lista apresentada pelo site Ayahuasca.com 

## Etnias, famílias linguísticas, nacionalidade
1. Airo-pai, Arapaços (Tucanos) - Am, Brasil
2. Achagua/ Xagua (Arauaque) – Colombia
3. Amahuaca, Yora, Huni Kui (Panos)
4. Ashaninka, Campas. (Aruák)
5. Achuar (Achual, Achuara, Jivaro, Shuaras) – (Colômbia) Shuar – Equador
6. Baniuas (Baniwa) – (Aruák) - Brasil, Venezuela
7. Barasanas, Baras – Tucanos), Am, Brasil
8. Boras (Boa), (Uitoto, Proto-Bora-Miranha) - Peru / Colômbia
9. Campas Kampas (Brasil) (Aruák)
10. Camsás, (Quíchua /Quechumaran) - (Encostas andinas do Vale Sibundoy) Colombia)
11. Canamaris Kanamari (Família Catuquina) Amazonas
12. Catuquinas (Pano - Catuquina) - Amazonas
13. Cubeos - (Tucanos)
14. Chama (Es’e Ejja) – Bolívia
15. Caxinauás, Kaxinauas - (Panos) - Brasil
16. Culinas, (Família Arawá) - Acre Amazonas
17. Culinas-madirrás, Kulina-Madihá, Arauá
18. Culinas-pano, Kulina - Panos - Am, Brasil
19. Colorado - Tsáchilas – (Chibcha) - Equador
20. Coreguage, Rio Orteguaza – Alto Amazonas, Colômbia
21. Cayapas (Cha´apalachi)- Equador
22. Chiriruano, Avá guaraní - (Guarani)- Bolívia, Paraguai, Argentina
23. Callawaya - (Quíchua), Bolívia - Peru
24. Desana, (Tucanos)- Am, Brasil
25. Emberá – Panamá, Colômbia
26. Guahibo, (Aruák), Venezuela
27. Huaorani (Waorani) - Equador
28. Huni Kui - Acre, Brasil
29. Hupdás – Macu (Hupde) – Brasil / S. Colômbia
30. Ingano (Ingas) Vale Sibundoy – (Colombia) - (Quíchua/Quechumaran)
31. Kofan (Cofan) Rio Putumaio – San Miguel Equador - (Quíchua/Quechumaran)
32. Camsá, Kamsá (Quillacigas) - Vale Sibundoy,  (Colombia) (Quíchua /Quechumaran)
33. Macus (Macu-camãs, Macu-iuhupde, Macu-nadebes) - Brasil (Am), Colômbia
34. Matises, Matis - Am, Brasil
35. Matsés  - Panos - Brasil (Am) e Peru
36. Machigenguas - (Aruák)
37. Muísca (Chibchas) - Colômbia
38. Macuna - (Tucanos)
39. Marubos - Panos
40. Noanama Wounaan, waunana, (Chocó), Colômbia
41. Piaroa (Kuakua, Guagua, Quaqua) – N. Colômbia - Venezuela
42. Piros yines, (Aruák)
43. Salibas (Sáliba-Piaroa) - Colômbia
44. Sharanahua, (Chanenauas,Shanenawa), Panos - Acre, Brasil
45. Siona, (Tucanos) – Alto Amazonas, Rio Putumayo (Colômbia)
46. Siona, (Tucanos) – Piemonte (Equador)
47. Secoya), (Quíchua–Tucanos) -  Piemonte, Equador
48. Shipibo-conibo, (Shipibo, Panos)
49. Ticunas, (Tikuna, Tukuna) – Brazil / S. Colômbia
50. Tucanos – Rio Negro, Brasil
51. Tuyukas Tucanos - (São Pedro) Amazonas
52. Tarianas, Tariâna - (Aruák)
53. Uitotos, Huitotos, Murui-muinane; Rio Caquetá – Alto Amazonas - Peru
54. Yagua (Peba-Yagua) - Peru
55. Yekuana, (Caribe)
56. Yaminahuás (Panos)
57. Yawanawá, (Panos) - Acre, Brasil.
58. Zaparos Napurunas (Zaparo) - Peru